# Pietro Bonannini
Pietro Bonannini (Olbia, 29 dicembre 1919 – Patrica, 7 settembre 1961) è stato un militare e aviatore italiano, unico asso riconosciuto della Regia Aeronautica al di fuori dei piloti da caccia, con 9 vittorie confermate e due probabili. Decorato con due Medaglie d'argento e una di bronzo al valor militare. Insignito anche della Medaglia d'oro al valor militare, tale decorazione fu commutata su sua richiesta nella promozione ad Aiutante di battaglia e nel passaggio in servizio permanente effettivo.

## Biografia

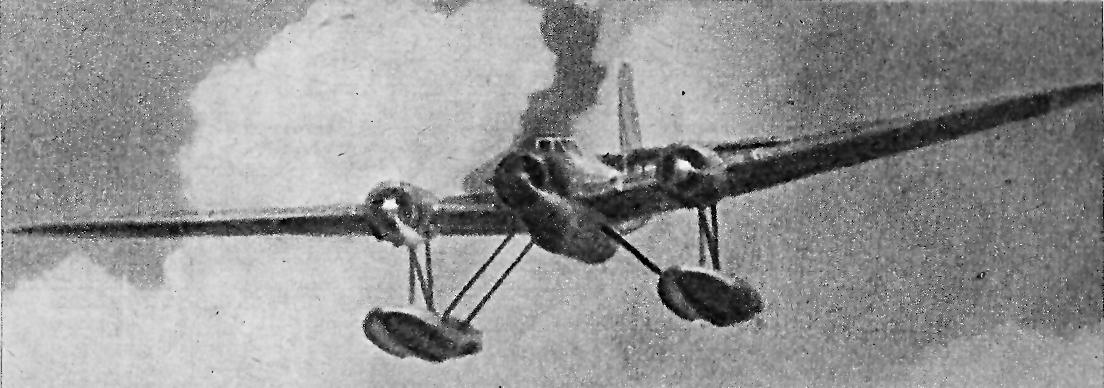
Un idrovolante CANT Z.506B Airone in volo.

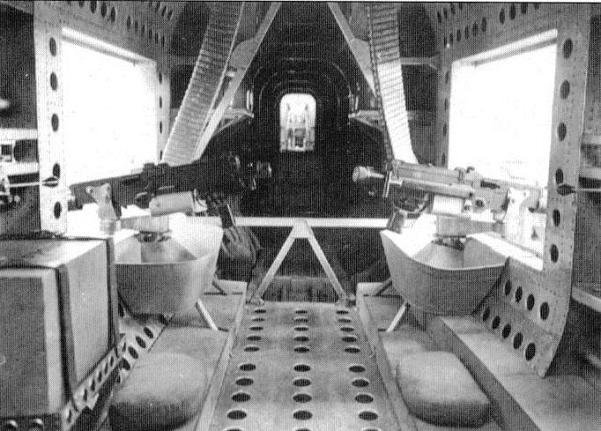
Postazione difensiva a bordo di idrovolante Fiat R.S.14.

Nacque a Olbia, provincia di Sassari, il 29 dicembre 1919, figlio di Pilade. All'atto dell'entrata in guerra del Regno d'Italia, avvenuta il 10 giugno 1940, è richiamato in servizio nella Regia Aeronautica, assegnato come aviere scelto armiere a una squadriglia da Ricognizione Marittima Lontana (R.L.M.) di base in Sardegna. Verso la metà del 1941 prese parte ad una azione bellica avvenuta in seguito all'avvistamento di una formazione navale britannica, comprendente anche la portaerei Ark Royal in navigazione nel Mediterraneo occidentale. Il suo velivolo da ricognizione rimase in zona di combattimento per alcune ore, guidando i bombardieri italiani durante la violenta battaglia aerea seguente. Per questo fatto fu decorato con una Medaglia di bronzo al valor militare. Successivamente fu trasferito in servizio presso la 170ª Squadriglia R.L.M. dell'83º Gruppo di stanza ad Augusta, in Sicilia, ed equipaggiata con gli idrovolanti da ricognizione CANT Z-506B Airone. Il 25 ottobre 1941 il suo aereo, ai comandi del sottotenente Walter Montanari, era impegnato in una missione di ricognizione nel Canale di Sicilia e su Malta quando venne attaccato da tre caccia Hawker Hurricane ed egli, con il preciso fuoco della sua mitragliatrice, riuscì ad abbatterne uno. Per questo fatto fu decorato con una prima Medaglia d'argento al valor militare. Il 13 dicembre, volando a bordo del CANT Z.506B (numero identificativo 170-1) abbatte col preciso fuoco della mitragliatrice Breda-SAFAT MC.12,7 un caccia Supermarine Spitfire, cui seguì un secondo Spitfire il giorno 20 dicembre. Decorato con una seconda Medaglia d'argento al valor militare sul campo qualche tempo dopo partecipò ad una rischiosa missione di recupero dell'equipaggio di un velivolo italiano ammarato in prossimità delle coste maltesi.
Il 15 febbraio 1942, durante una missione di ricerca e soccorso dell'equipaggio di un idrovolante Z.506B riuscì ad abbattere un bombardiere Bristol Blenheim, cui ne seguì un secondo in data 1 maggio. Il 9 maggio, nel corso dell'Operazione Bowery compiuta dalla portaerei statunitense Wasp, riuscì ad abbattere due caccia Spitfire mentre volava a bordo di un idrovolante da ricognizione Fiat R.S.14, rimanendo ferito ad una mano durante il combattimento. Con sette abbattimenti confermati l'Alto Comando della Regia Aeronautica lo propose per la concessione della Medaglia d'oro al valor militare, dietro sua precisa richiesta la concessione della massima decorazione al valor militare fu tramutata nella promozione al grado di Aiutante di battaglia per meriti di guerra,  e passò in servizio permanente effettivo. Il 5 novembre nel corso di una ricognizione al largo di Capo Bon, Tunisia, mentre volava su un R.S.14 pilotato dal sottotenente Vittorino Pruneri,  abbatte un caccia pesante Bristol Beaufighter, e poi fu trasferito in servizio alla 188ª Squadriglia R.L.M. di base a Cagliari. Il 6 gennaio colse la sua nona, e ultima vittoria, a spese di un bombardiere Bristol Blenheim, ma nel corso di questa azione rimase gravemente ferito alla gamba sinistra, colpita da un proiettile. La convalescenza fu molto lunga ed egli non riprese servizio più attivo nel corso della guerra. Transitato nell'Aeronautica Militare Italiana fu in servizio presso il Poligono a mare di Perdasdefogu, e poi operò come consulente nello Yemen. Perse la vita in un incidente aereo il 7 settembre 1961, quando il Macchi M.416, su cui viaggiava in compagnia del maresciallo pilota Garibaldi Spinelli, decollò dall'aeroporto di Frosinone per raggiungere quello di Guidonia precipitando al suolo in località Marcatino del comune di Patrica, con la morte di entrambi i passeggeri. Una via di Olbia porta il suo nome.

### Annotazioni
1. ↑  Una volta colpito il primo Spitfire, quest'ultimo si tolse dalla linea di tiro lasciando il posto all'altro, che fu anch'esso investito dai precisi colpi di mitragliatrice sparati da Bonannini e per sfuggire ai colpi eseguì una mezza giravolta entrando in collisione con l'altro Spitfire. Entrambi i caccia precipitarono in mare.
2. ↑  La motivazione della proposta per la concessione della Medaglia d'oro al valor militare recitava: Armiere di velivolo plurimotore da R.M.L. partecipava a numerosissime azioni di guerra, dimostrando in ogni circostanza eccezionale sprezzo del pericolo, alto senso del dovere e sereno ardimento. In prossimità di munitissima base nemica in nove cruenti combattimenti sostenuti, abbatteva sette velivoli da caccia. In una particolare azione di esplorazione, assalito da tre caccia nemici dopo averne abbattuto uno, resasi inefficiente l’arma principale di bordo, con estrema abilità e sangue freddo, smontava un’altra arma posta nel settore secondario e riportandosi nella torretta centrale azionando in condizioni difficilissime colpiva ripetutamente e metteva in fuga i rimanenti assalitori. Durante un’azione con bimotore di nuova dotazione, benché ferito alla mano destra, aggrappato alla sua arma, sventava i rabbiosi attacchi di due caccia nemici abbattendoli entrambi in fiamme. Magnifica tempra di soldato e fulgido esempio di eroismo che illumina di vivida luce le più alte vette dell’ardimento dell’Arma e della sua Specialità.
3. ↑  Tale grado non esisteva nella Regia Aeronautica ma solo nel Regio Esercito, e il capo del governo Benito Mussolini chiese espressamente al Capo di stato maggiore, generale Rino Corso Fougier che fosse adottato anche nella Regia Aeronautica.

### Fonti
1. ↑  Ferrara 2014, p. 6.
2. ↑  Ferrara 2014, p. 7.
3. 1 2 3 4  Ferrara 2014, p. 8.
4. ↑  Massimello, Apostolo 2000, p. 46.
5. 1 2  Ferrara 2014, p. 10.
6. 1 2 3  Ferrara 2014, p. 12.
7. 1 2 3  Robinson 2016, p. 66.
8. ↑  Ferrara 2014, p. 14.
9. 1 2  Ferrara 2014, p. 15.
10. 1 2 3  Ferrara 2014, p. 16.
11. ↑  Gazzetta Ufficiale del Regno d'Italia n.33 del 10 febbraio 1943.
12. ↑  Bollettino ufficiale 1942, disp.6ª registrata alla Corte dei conti addì 30 giugno 1942, registro n.23 Aeronautica, foglio n.286.
13. ↑  Bollettino ufficiale 1942, disp.32ª registrata alla Corte dei conti addì 13 novembre 1942, registro n.10 Aeronautica, foglio n.330.
14. ↑  Gazzetta Ufficiale del Regno d'Italia n.168 del 18 luglio 1942.
15. ↑  Registrato alla Corte dei Conti addì 15 luglio 1954, registro n.2 Ministero Difesa-Aeronautica, foglio 110.